# Kỳ Viên Tinh Xá
Kỳ Viên Tinh Xá (tiếng Phạn: Jetavana, Kỳ-đà Lâm, Kỳ Viên; chữ Hán: 祇园精舍) là một trong những trung tâm Phật giáo quan trọng nhất thời kỳ Thích-ca Mâu-ni hoằng pháp, đồng thời là tu viện lớn nhất trong các tịnh xá được xây dựng để Tăng đoàn Phật giáo đầu tiên an cư. Kỳ Viên là ngôi tinh xá thứ hai được kiến lập để dâng lên Phật, sau tinh xá Trúc Lâm (Veḷuvana) ở thành Vương Xá.

## Lịch sử hình thành
Tịnh xá được xây dựng vào khoảng thế kỷ 5 TCN tại thành Savatthi (Xá Vệ), kinh đô của vương quốc Kosala. Theo kinh điển Pāli và Sanskrit, trưởng giả Cấp Cô Độc (Anāthapiṇḍika) - một thương nhân giàu có - đã dùng vàng trải kín mặt đất để mua khu vườn của Thái tử Kỳ-đà (Jeta). Cảm động trước tấm lòng của vị đại thí chủ, thái tử đã tự nguyện hiến cúng toàn bộ cây cối trong vườn.
Sự kiện này được ghi lại chi tiết trong Vinaya Pitaka (Luật tạng) và Jātaka (Bổn sanh truyện). Khu đất rộng khoảng 18 karīsa (tương đương 100 mẫu Anh) được xây dựng thành quần thể tu viện với 60 tịnh thất, tháp giảng kinh, nhà thiền định và các công trình phụ trợ.

## Kiến trúc và di tích
Ngày nay, trải qua hàng ngàn năm, các công trình nguyên thủy của Kỳ Viên chỉ còn lại nền móng. Tuy nhiên, dựa trên dấu tích nền gạch còn sót lại, các nhà khảo cổ đã xác định được vị trí một số hạng mục chính của tinh xá  hương thất của Phật (phòng nghỉ của Đức Phật, còn gọi là Gandhakuti), thiền đường (phòng thiền tọa chung) và khu vực Tăng xá

### Gandhakuti (Hương thất Phật)
Đây là nơi Đức Phật lưu trú lâu nhất, được mô tả có mùi hương tự nhiên từ gỗ chiên đàn. Kinh Kinh Đại Bát-niết-bàn (Mahāparinibbāna Sutta) ghi nhận đây là một trong bốn Thánh tích không bị hủy diệt theo thời gian.

### Cây Bồ đề Ananda
Do Tôn giả Ānanda trồng từ hạt giống của cây Bồ đề Bodh Gaya, trở thành biểu tượng thay thế cho sự hiện diện của Đức Phật khi Ngài du hóa phương xa.

### Hệ thống giếng cổ
Khảo cổ học phát hiện 3 giếng nước lớn bằng đá sa thạch, cung cấp nước sinh hoạt cho hàng ngàn Tỳ-kheo. Một trong số đó vẫn còn nguyên vẹn đến ngày nay.

## Vai trò trong Phật giáo nguyên thủy
Kỳ Viên Tinh Xá là nơi Đức Phật trải qua 19 mùa an cư (vassa)  và đã thuyết giảng nhiều kinh hơn bất cứ nơi nào khác. Theo thống kê từ Aṅguttara Nikāya, 871 bài kinh (chiếm 47% Tam tạng Pāli) được thuyết giảng tại đây, bao gồm:
Kinh Trường Bộ
- Mahāparinibbāna Sutta: Kinh Đại Bát-niết-bàn
- Mahāsatipaṭṭhāna Sutta: Kinh Đại Niệm Xứ

Kinh Trung Bộ
- Cūḷasaccaka Sutta: Tiểu Kinh Saccaka
- Bhayabherava Sutta: Kinh Sợ hãi và khiếp đảm

Kinh Tương Ưng Bộ
- Jetavana Vagga: Phẩm Cây Lau

Nơi đây cũng chứng kiến sự kiện Tôn giả Ương Quật Ma La (Angulimāla) quy y và đắc quả A-la-hán, minh chứng cho khả năng giác ngộ của mọi chúng sinh.

## Khảo cổ học và bảo tồn
Nhà khảo cổ Alexander Cunningham xác định vị trí chính xác của Kỳ Viên Tinh Xá vào năm 1863 dựa trên ghi chép của các nhà sư Trung Quốc Huyền Trang và Pháp Hiển. Các cuộc khai quật từ 1907-1911 phát lộ:
- Nền móng Gandhakuti với kích thước 10.7×15.2 mét
- 14 trụ đá Ashoka khắc edicts về Phật pháp
- 2.000 hiện vật gồm tượng Phật, bình bát và bia ký

## Một vài hình ảnh

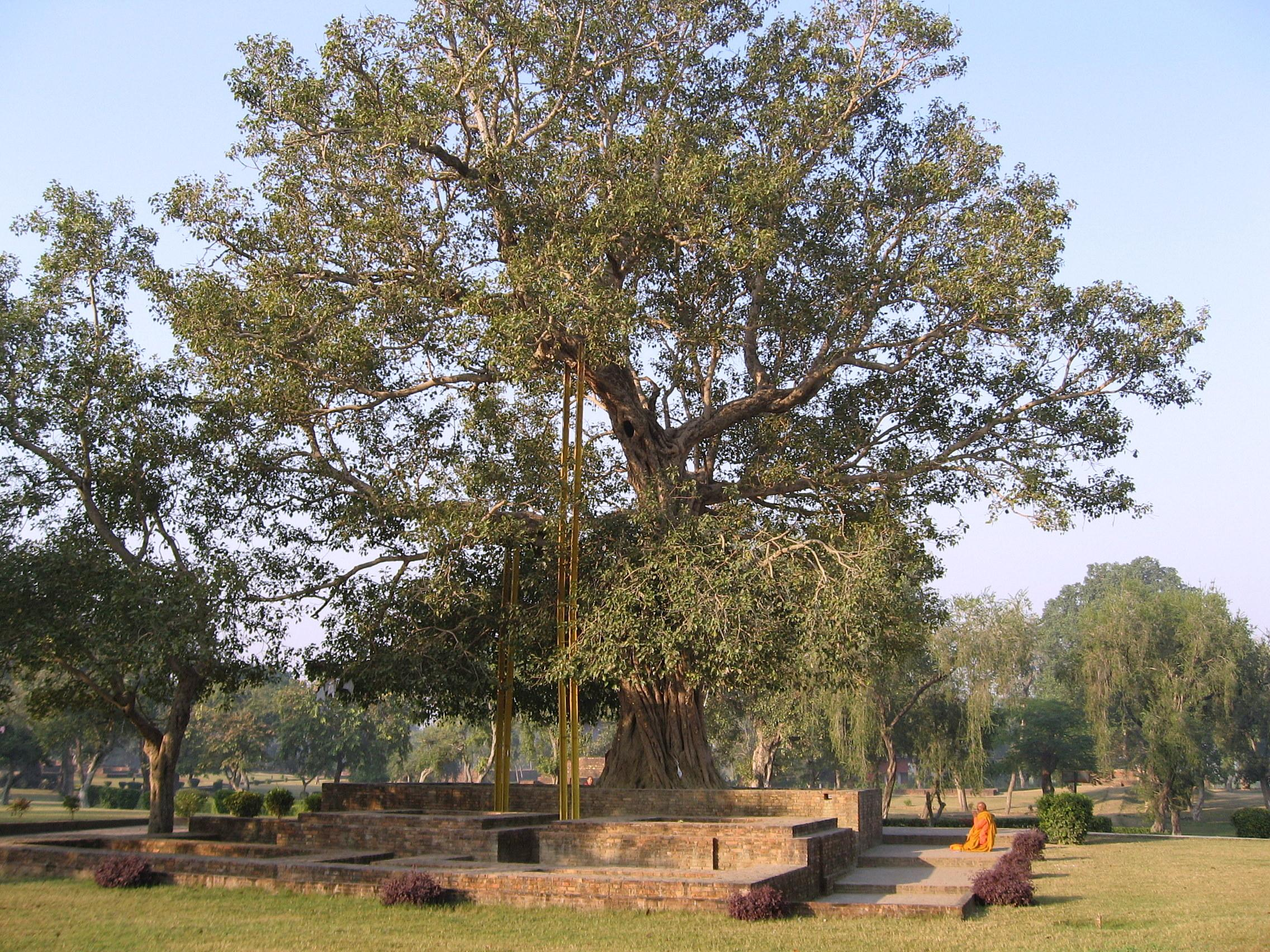
Cây bồ đề ở tu viện Jetavana.
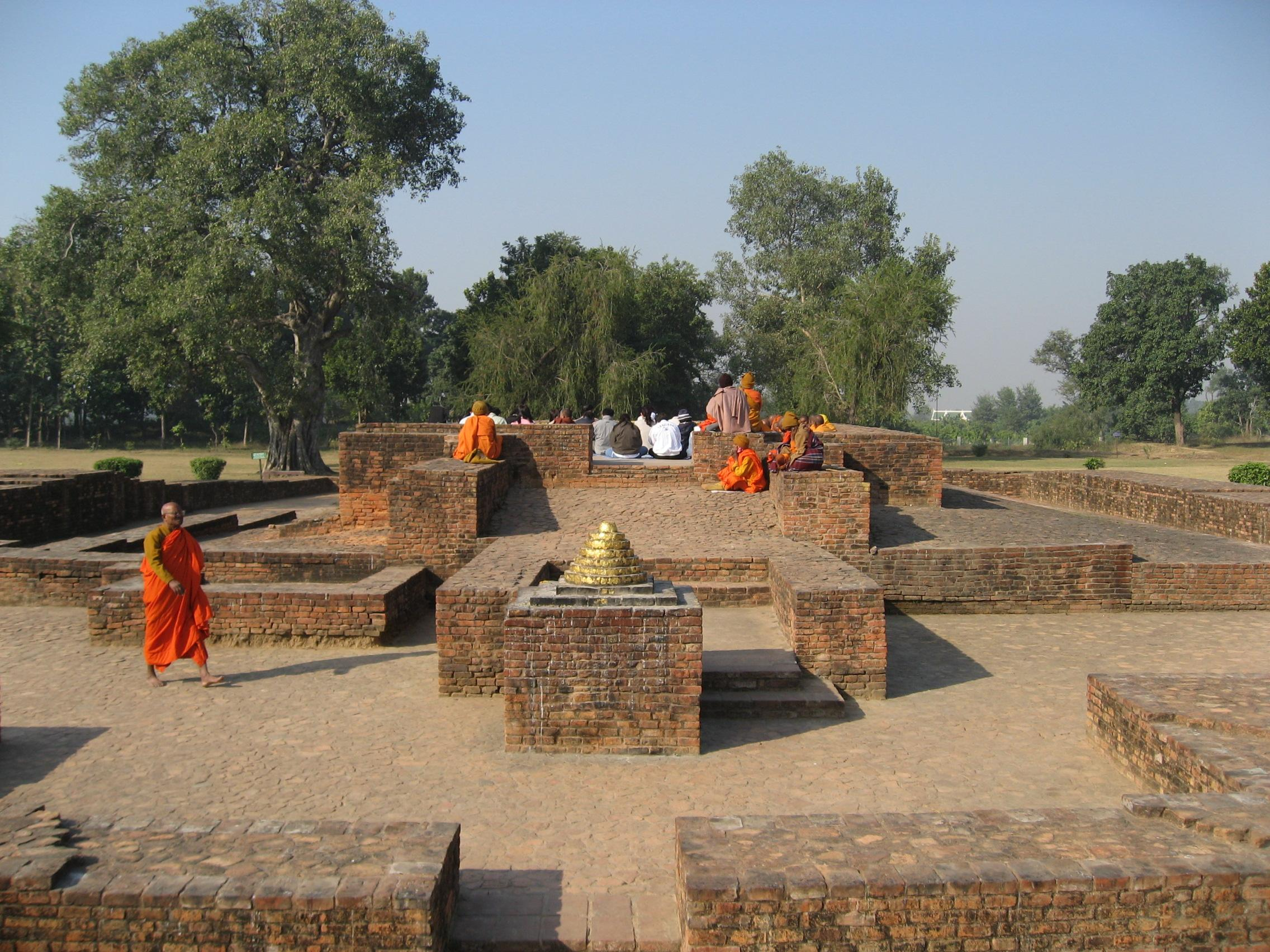
Gandhakuti ở Jetavana.
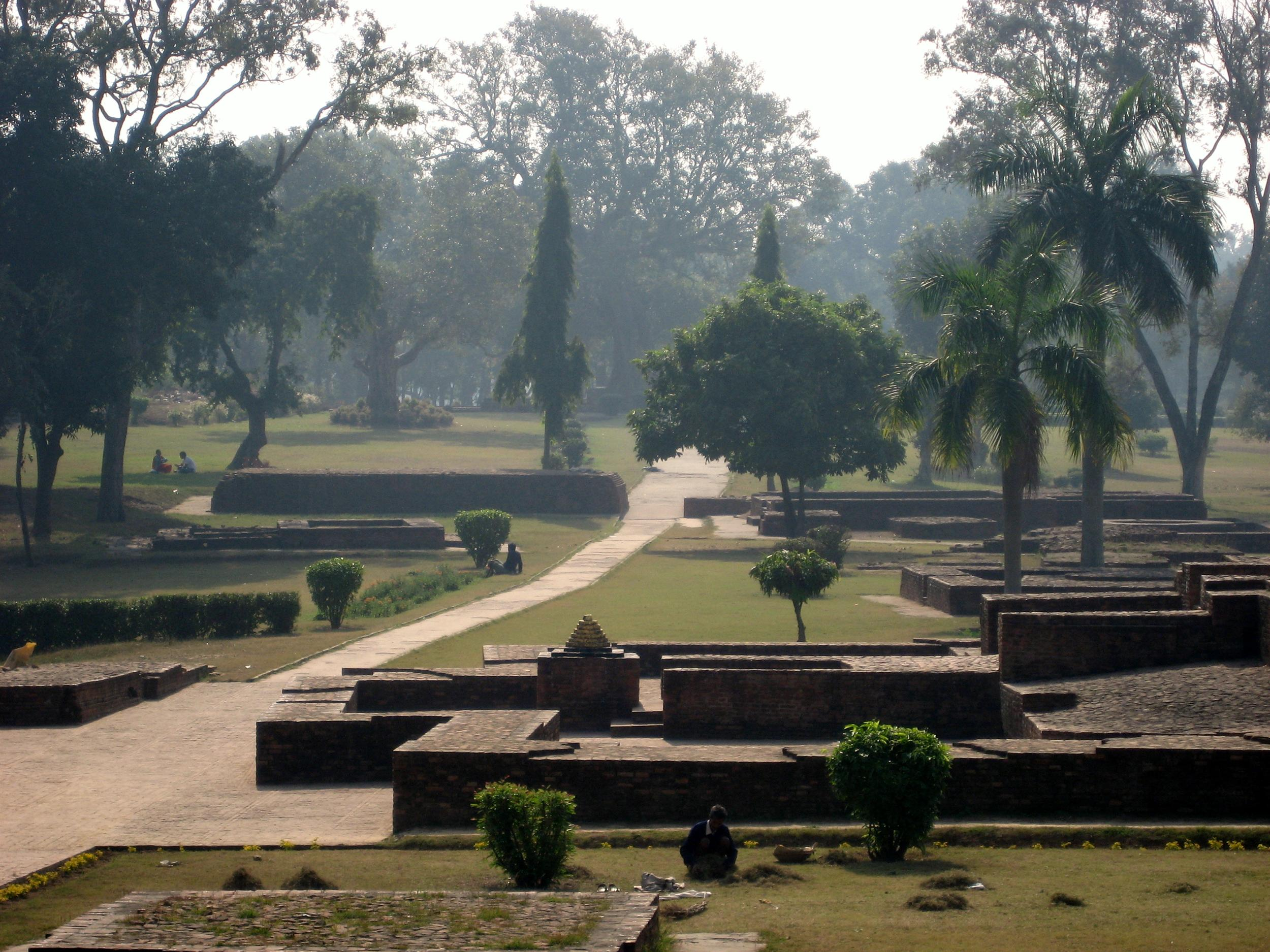
Khung cảnh ở Jetavana.
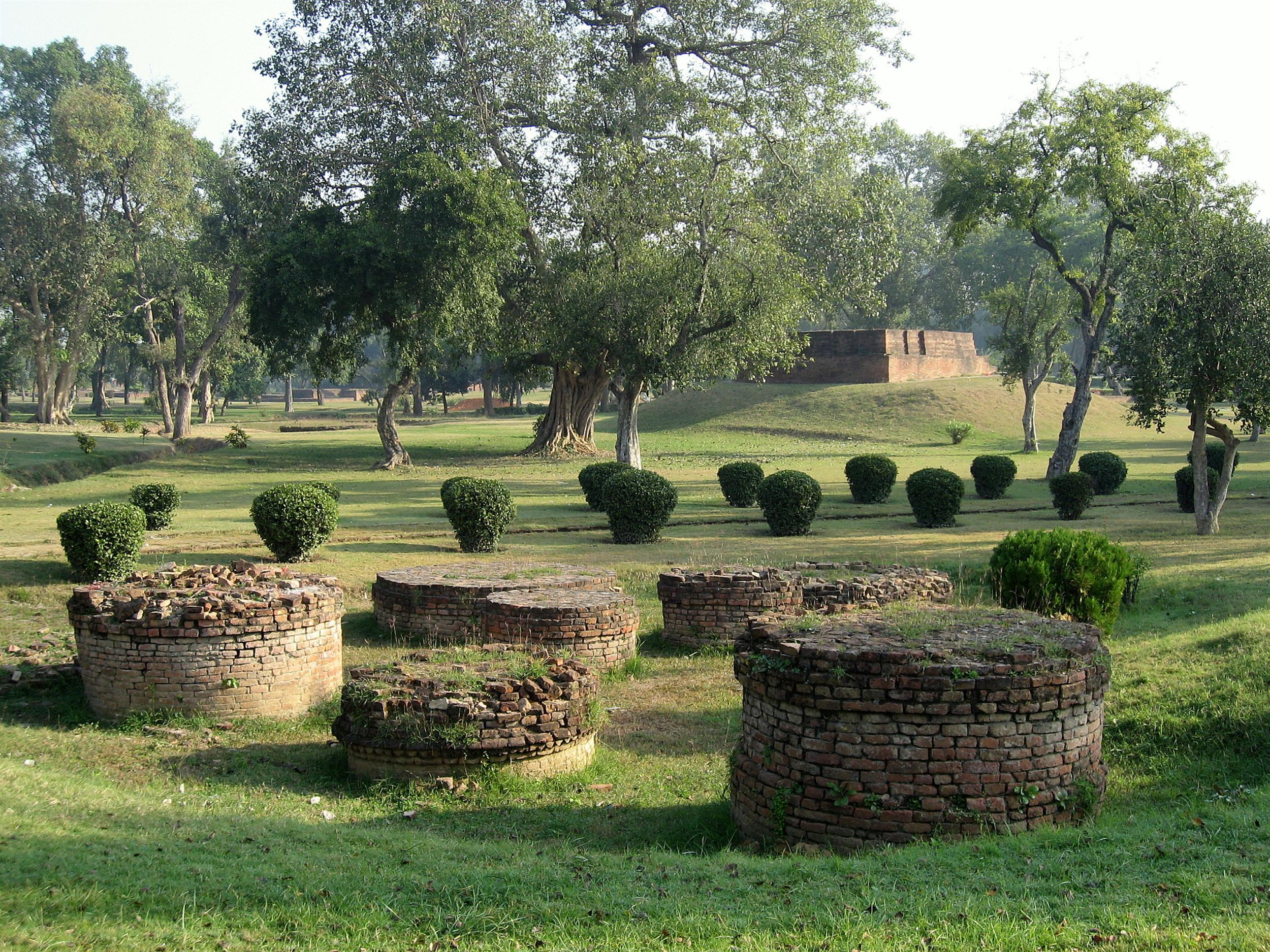
Khung cảnh ở Jetavana, có thấy một vài Phù đồ nhỏ.
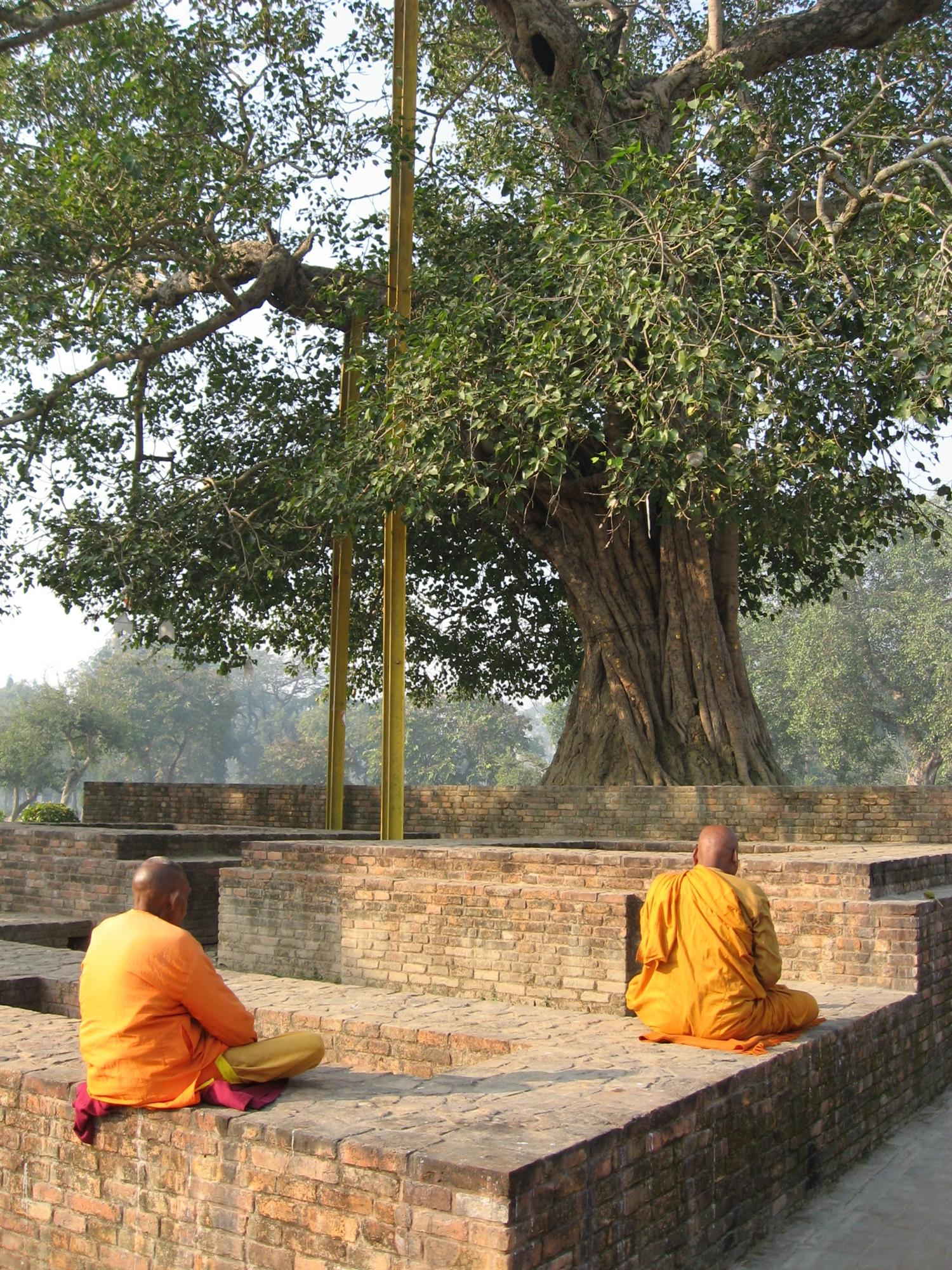
Tỉ-khâu ngồi thiền dưới cây bồ đề.